# Perilampus zabinae
Perilampus zabinae is een vliesvleugelig insect uit de familie Perilampidae. De wetenschappelijke naam is voor het eerst geldig gepubliceerd in 2003 door Narendran.